# Night Flights
Night Flights è un romanzo fantastico per ragazzi scritto da Philip Reeve, pubblicato nel 2018.